# J (Musiker)

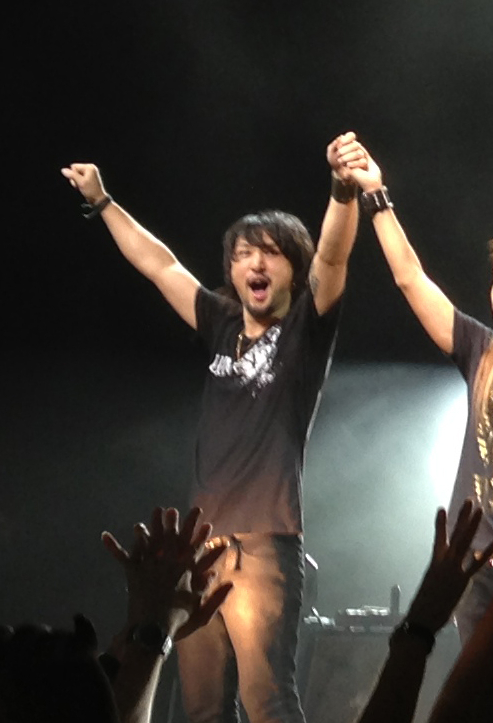
J in Singapur (2013)

J (mit bürgerlichen Namen Jun Onose, jap. 小野瀬 潤 Onose Jun, * 12. August 1970 in Hadano, Kanagawa, Japan) ist ein japanischer Bassist, Sänger, Songwriter und Musikproduzent. Bekannt wurde J als Mitbegründer und Bassist der Rockband Luna Sea, er blickt inzwischen jedoch auch auf eine langjährige Solokarriere zurück.

## Biografie
Jun Onose wurde 1970 in Hadano geboren und ging zur selben Middleschool und Highschool wie Inoran, mit dem er die Band Lunacy gründete.

### Luna Sea
Lunacy wurde 1989 gegründet und später in Luna Sea umbenannt. Die damals als unkonventionell angesehene Band mit Visual-Kei-Look hatte Schwierigkeiten einen Plattenvertrag zu bekommen. Erst mit Hilfe von X-Japan-Drummer Yoshiki schafften sie den Sprung in die Musikwelt und etablierten sich als erfolgreiche Rockband. 1997 legte die Band eine Pause ein, so dass sich alle Mitglieder, auch J, Solokarrieren widmeten. 1998 kehrte die Band sichtlich erwachsener zurück und präsentierte einen poppigeren Stil als zuvor. Bis auf Sugizo hatten die Bandmitglieder ihren visuellen Look weitestgehend abgelegt. Im Jahr 2000 veröffentlichte die Band ihr vorerst letztes Album, das den Beginn der Bandpause bis 2007 markierte.
Nachdem es nach siebenjähriger Pause am Tag einer Mondfinsternis angekündigt wurde, gab die Band am 24. Dezember 2007 ein ausverkauftes Konzert im Tokyo Dome vor 55.000 Besuchern. Außerdem traten sie mit X Japan als Headliner beim Hide Memorial Summit am 5. Mai 2008 auf. Die Wiederaufnahme der Bandaktivitäten erfolgte in Form von etlichen Konzerten auch außerhalb Asiens. Ihre Welttournee 2010 brachte sie nach Bochum, ihrem einzigen Konzert in Europa.

### Solokarriere
Js erstes Projekt ohne Luna Sea war die Gründung der Gruppe M*A*S*S mit Bandkollege Inoran und hide von X Japan. Sie veröffentlichten jedoch nur einen Song, Frozen Bug, auf dem Sampler Dance 2 Noise 004. Der Song wurde später von hide auf seinem Soloalbum Hide Your Face noch einmal veröffentlicht.
Als Luna Sea 1997 eine einjährige Pause einlegten, unterschrieb J beim Label Universal Music Group. Seine erste Single "Burn Out" erschien am 25. Juni. Sie enthielt auch eine Cover des Songs "Call Me" der Band Blondie.
1999 produzierte er einen Remix von Electric Cucumber der Band Zilch (der 1998 verstorbene hide war Mitglied der Band gewesen) für deren Remix-Album Bastard Eyes. 2001 tourte er auch mit Zilch.
J spielte und produzierte für eine Reihe namhafter Musiker. 2001 und 2002 produzierte er zusammen mit Franz Stahl Alben und Songs für Youjeen. 2002 spielte er den Bass für den Song I Hate You von Tomoyasu Hotei. Hotei machte später ein Remix von Js Song Perfect World für die Go Crazy-Single. Des Weiteren spielte J Bass für Seo Taiji Album Seo Taiji 7th Issue, das 2004 erschien.
Seit dem 9. November 2005 ist J mit dem Erscheinen seiner Single Break zum Label Blowgrow (Teil von Avex Group) gewechselt. Im selben Jahr coverte J den Song Iconoclasm der Band Buck-Tick für deren Tribute-Album Parade -Respective Tracks of Buck-Tick-.
Am 8. September 2007 erschien er auch auf deren Tourfinale der Buck-Tick Fest 2007 on Parade-Tour.
Ein weiteres Projekt nahm J unter dem Namen Aggressive Dogs Death Note Allstars, N-Crew, in Angriff, wo er mit verschiedenen Musikern für das Tribute-Album Death Note Tribute zum Manga Death Note Songs aufnahm.
2008 spielte J Bass für fünf Songs auf dem Album The Braincase vom gleichnamigen Projekt Izumis (Gitarrist und Gründer von Aion). J war in den 80ern Roadie für Aion gewesen.
Im April 2009 verkündete J in der 21. Ausgabe seines Fanclubmagazins Pyro Magazine, dass er geheiratet habe.
Zum 14. Jubiläum seiner Solokarriere brachte J das Selfcover-Album Fourteen -The Best of Ignitions- im Januar 2011 heraus. Am 8. März ging der Vorhang auf für das Musical Pink Spider, dass auf hides (X Japan) Leben und Musik beruht. J spielte dort ebenfalls mit. Das Spiel war vom 8.–27. März im Tokioter Globe Theater und tourte dann im April durch Fukuoka, Kobe, Nagoya, Niigata, Sendai, und Sapporo.
Vom 5.–9. Mai spielte J unter dem Namen J 14th Anniversary Special Live Set Fire Get Higher -Fire Higher 2011- aufeinanderfolgend fünf Konzerte im Shibuya-AX, wobei ihn jeden Tag eine andere Band unterstützte: Mass of the Fermenting Dregs, Nothing’s Carved In Stone, Avengers in Sci-Fi, Pay Money to My Pain und The Hiatus.

## Support-Band
- Takashi Fujita – Gitarre, seit 1997 (Unit-3, Doom, The Mad Capsule Markets)
- Scott Garrett – Schlagzeug, seit 1997 (The Cult, Dag Nasty, Wired All Wrong)
- Kazunori Mizuguchi – Gitarre, seit 2009–present (Nunchaku)

frühere Mitglieder
- Franz Stahl – Gitarre, 1997–2005 (Scream, Wool, Foo Fighters)
- Masasucks – Gitarre, 2005–2008 (Fullscratch, The Hiatus)

## Diskografie

### Alben
- Pyromania (1997)
- Blood Muzik (2001)
- Unstoppable Drive (2002)
- Red Room (2004)
- Glaring Sun (2005)
- Urge (2007)
- Ride (2008)
- On Fire (2012)
- Freedom No.9 (2013)
- Eternal Flames (2015)
- Limitless (2019)
- Lightning (2021)

### EPs
- Igniter #081 (2002)
- Crack Tracks (2002)
- Go with the Devil -Crack Tracks II- (2003)
- Stars From The Broken Night (2009)
- Here Comes Nameless Sunrise (2009)

### Livealben
- The Live -All Of Urge- (2007)

### Kompilationen
- Black List -The Best of- (2004)
- Fourteen -The Best of Ignitions- (2011, Selbst-Cover)
- J 20th Anniversary Best Album ＜1997-2017＞ W.U.M.F. (2017)

### Singles
- Burn Out (1997)
- But You Said I’m Useless (1997)
- Perfect World (2001)
- Go Crazy(2002)
- Feel Your Blaze (2002)
- Nowhere (2004)
- Get Ready (2005)
- Break (2005)
- Fly Away/Squall (2006)
- Twister (2007)
- Walk Along ~Infinite Mix~ (2007)
- Reckless (2008)
- Now and Forever (2018, limitiert)
- Real×Eyez (2020)
- My Heaven/A Thousand Dreams (2020)